# Felnőttség
A felnőttség fogalma jelenthet egyrészt biológiai érettséget, leggyakrabban az embernél, ritkábban állatoknál és növényeknél is, a szaporodásra képes vagy teljes mértékben kifejlett példányra utalva; másrészt jogi értelemben azt a személyt jelenti, aki elérte nagykorúságot, és ezzel cselekvőképessé vált.
A felnőttség mint állapot jellemezhető ezenfelül pszichológiai szempontok, szociális státusz szerint és a személyiségfejlődés jegyei alapján is. A felnőttkornak ezek a jellemzői nemritkán ellentmondásosak és félrevezetők: egy személy lehet biológiai szempontból és viselkedését tekintve felnőtt, de törvényes nagykorúsága előtt a jog szerint gyermekként fogják kezelni. Hasonlóképpen lehet a törvény szerint nagykorú, de hiányozhatnak belőle a felnőttekre jellemző érettség és felelősségtudat jegyei.
A nagykorúság elérése, a felnőtté válás a világ szinte minden kultúrájában jelentős esemény, rendszerint valamilyen rituáléhoz vagy tesztekhez kötve, amelyek az tanúsítják, hogy a gyermek valóban megért a felnőttkorra és a felnőttek a társadalom teljes jogú tagjaként fogadhatják maguk közé. A legtöbb modern társadalomban a nagykorúság általában kerek számú években van meghatározva (18 és 21 év között a leggyakrabban), és csak részben befolyásolja a szellemi érettség állapota.

## Biológiai felnőttség
Történelmi viszonylatban és a legtöbb, ún. primitív társadalomban a felnőtté válást a nemi érettséghez kötötték, amikor mindkét nembeli gyermekeknél megjelentek a másodlagos nemi jellegek, a lányok elkezdtek menstruálni. A felnőtté váló személyek általában valamilyen ceremónia vagy érettségi teszt keretén belül léptek be a felnőttek társadalmába.
Napjainkban is a legtöbb orvosi és általános szótár (az angol nyelvterületen) úgy határozza meg a gyermekkort, amely a csecsemőkor és a pubertáskor közé esik, vagyis a felnőttkor ezen az alapon a pubertáskorral együtt kezdődik. A „tinédzserkor” mint szociális kategória megalkotása után a felnőttkort két részre osztották: az egyik a biológiai felnőttkor, a másik a szociális felnőttkor. Ennek megfelelően kétfajta felnőtt létezik: biológiai felnőttek (azaz olyan személyek, akik biológiai érettségüknek megfelelően képesek a szaporodásra) és szociális felnőttek (akiket a társadalmi szokások és/vagy törvények alapján felnőttnek fogadnak el). A szövegkörnyezettől függően a felnőtt kifejezést mindkét kategóriára használhatják.
A legtöbb ember 19-21 éves kor között éri el fizikai érettségét, vagyis a legtöbb modern társadalomban a jogi felnőttség, azaz a nagykorúság elérése egybeesik a teljes fizikai érettséggel. Ezzel szemben a legtöbb országban a pubertáskor, vagyis a biológiai érettség általában 10 (lányok) vagy 12 (fiúk) éves korra tehető, bár személyenként nagy eltérések tapasztalhatók.
A nyugati társadalmakban a felnőtté válás, a nagykorúság elérése összhangban van az oktatási rendszer felépítésével is. Az általános iskola tanulóit semmilyen értelemben nem felnőttek, a középiskolai tanulókat még nem tekintik jogi szempontból felnőtteknek, hiába van meg az utódnemzésre való képességük és késztetésük (biológiai felnőttség). A középiskola elvégzése után viszont a 18 éven felüli személyek mind a törvény, mind a társadalom szempontjából, mind biológiailag felnőttek lettek.

## Jogi felnőttség – nagykorúság
Cselekvőképes minden nagykorú természetes személy, feltéve, hogy cselekvőképességét a törvény nem korlátozza, vagy nem zárja ki. Nagykorú viszont az, aki a 18. életévét már betöltötte és kivételesen az is, aki ennél előbb házasságkötése révén nagykorúvá vált. Vagyis jogi szempontból a felnőttség a nagykorúság elérésével kezdődik. A nagykorúság kifejezése azt takarja, hogy az adott személy szerződéses viszonyt létesíthet vagy más jognyilatkozatot tehet. Ekkor a szülők elvesztik a felügyeleti jogaikat és felelősségeiket a gyerekeikkel szemben, lehetségessé válik a házasodás és a szavazás, a munkavállalás, lehetségessé/kötelezővé válik a katonaság, felügyelet nélkül külföldre utazás, autó- vagy lakásvásárlás, hitelfelvétel, alkoholfogyasztás és dohányzás stb. Ezt megelőzően (kiskorúság) a legtöbb hasonló tevékenység vagy tiltott, vagy a szülő/gyám engedélye szükséges. A 18 éves korhatárhoz köthetik pl. túlzottan erőszakos vagy erotikus filmet megtekintését is, vagy bizonyos munkák elvégzését.
A nyugati kultúrákban a törvényes nagykorúság határát 18 és 21 év között húzták meg, de egyes helyeken akár 15 év is lehet az alsó határ, míg Afrikában egyes kultúrákban a nagykorúság alsó határa 13 év. A magyar polgári jog szerint egy személy a 18. születésnapja 0 órájától válik nagykorúvá. Házasságot 18 éven aluli csak engedéllyel köthet és feltétel még, hogy 16. életévét betöltse. Az ily módon szerzett nagykorúság – cselekvőképesség – akkor is fennmarad, ha a házasság a 18. életév előtt megszűnik.
A  zsidó hagyományok szerint a fiúk 13 éves korban érték el a felnőttkor küszöbét (Bar Mitzvah). Sem a Biblia, sem a szkriptúrák nem tartalmaznak a felnőttkor alsó határára való utalást, bár a középkorban az egyház 7 évesen húzta meg a határt, ami fölött pl. valakit perbe lehetett fogni, elítélni és kivégezni.
A világ legtöbb országában 18 év után válik valaki nagykorúvá, kivéve:
1. Skócia (16 év)
2. Dél-Korea, Kanada Brit Columbia, Új-Brunswick, Új-Fundland és Labrador, Északnyugati területek, Új-Skócia, Nunavut és Yukon tartományai, az Amerikai Egyesült Államok Nebraska, valamint Alabama államai (19 év)
3. Indonézia és 2022. március 31-ig[2] Japán is (20 év)